# Jelení stráň
Jelení stráň (niem. Törmelfelsen) – wzniesienie o wysokości 1018 m n.p.m., w północnych Czechach, w Sudetach Zachodnich, w Górach Izerskich.

## Położenie
Wzniesienie położone jest w Sudetach Zachodnich, we wschodniej części Gór Izerskich, w obrębie Średniego Grzbietu, na północ od czeskiej osady Jizerka.

## Opis
Jelení stráň jest najwyższym wzniesieniem Średniego Grzbietu, leżącym w jego wschodniej części. Na północnym zachodzie znajdują się Pytlácké kameny, a na południowym wschodzie wzniesienie bez nazwy i Bukovec.

## Wody
Północne zbocza odwadnia Izera, a południowe Jizerka.

## Budowa geologiczna
Cały masyw zbudowany jest z granitu karkonoskiego w odmianie porfirowatej. Na szczycie i zboczach liczne skałki, głazy i bloki skalne. Na niektórych występują kociołki wietrzeniowe. Widać też materacowe wietrzenie granitu.

## Turystyka
Na północ od wierzchołka przechodzi szlak turystyczny:
- czerwony szlak z Lázně Libverda do Harrachova przez Jizerkę.

Z wierzchołka rozległe widoki na Góry Izerskie i zachodnią część Karkonoszy.